# Franco Limardi
Franco Limardi (Roma, 6 dicembre 1959) è uno scrittore italiano.

## Biografia
Nato a Roma nel 1959, dal 1991 vive a Viterbo dove ha insegnato Italiano e Storia  all'Istituto Tecnico Tecnologico Leonardo da Vinci e  dal 2020 Filosofia e Storia al Liceo Scientifico Paolo Ruffini.
Laureato in Filosofia all'Università della Sapienza con una tesi intitolata "Il concetto di cinema moderno", prima di approdare alla scrittura si è occupato di critica cinematografica e ha seguito corsi di sceneggiatura.  Tra le sue diverse esperienze professionali, è stato conduttore radiofonico, libraio e ufficiale dell’Esercito Italiano.
Nel 1999 ha partecipato alla XIII edizione del Premio Calvino giungendo in finale con il romanzo L'età dell'acqua, che ebbe una menzione speciale dalla giuria del Premio e fu pubblicato l'anno successivo.
In seguito ha pubblicato altri 5 romanzi: Anche una sola lacrima nel 2005, I cinquanta nomi del bianco nel 2009 (entrambi finalisti al Premio Scerbanenco) e Il bacio del brigante nel 2013 (vincitore del Premio Chianti) La porta del buio nel 2018, Tutte le parti del mondo nel 2023. Nel 2023 ha realizzato la sceneggiatura del graphic novel, La cavalcata pubblicato da Back Dog Editore tratto da una novella di Remigio Zena. Nel 2007 ha pubblicato una raccolta di racconti, Lungo la stessa strada, nel 2007 e altri suoi racconti sono comparsi in diverse antologie.

## Opere

### Romanzi
- L'età dell'acqua, Roma, DeriveApprodi, 2001 ISBN 88-87423-78-4.
- Anche una sola lacrima, Venezia, Marsilio, 2005 ISBN 88-317-8580-X.
- I cinquanta nomi del bianco, Venezia, Marsilio, 2009 ISBN 978-88-317-9679-8.
- Il bacio del brigante, Milano, Mondadori, 2013 ISBN 978-88-04-62848-4.
- La porta del buio, Milano, Leone Editore 2018 ISBN 978-88-6393-503-5
- Tutte le parti del mondo, Bertoni Editore 2023 ISBN 9788855355247

### Antologie di racconti
- Lungo la stessa strada, Ozzano dell'Emilia, Perdisa Pop, 2007 ISBN 978-88-8372-396-4.

### Audiolibri
- Anche una sola lacrima, Padova, Good Mood Edizioni Sonore, 2008 ISBN 978-88-6277-153-5.

### Graphic Novel
- La cavalcata, Black Dog Edizioni, 2023 ISBN 979-12-80168-27-6